# 1. česká národní hokejová liga 1988/1989
1. česká národní hokejová liga v sezóně 1988/1989 byla 20. ročníkem jedné ze skupin československé druhé nejvyšší hokejové soutěže.

## Systém soutěže
Všech 12 týmů se nejprve utkalo dvoukolově každý s každým (celkem 22 kol), následně se týmy na sudých pozicích utkaly dvoukolově s týmy na lichých pozicích (12 kol). Všech 34 kol se počítalo do základní části. Nejlepších 8 týmů následně postoupilo do play off, které se hrálo na dva vítězné zápasy. Hrálo se i o konečné umístění (např. poražení čtvrtfinalisté hráli skupinu o 5. až 8. místo). Dva nejlepší týmy play off postoupily do prolínací soutěže o nejvyšší soutěž.
Nejhorší 4 týmy po základní části se zúčastnily skupiny o udržení. V ní se utkal čtyřkolově každý s každým (12 kol), přičemž výsledky ze základní části se nezapočítávaly (týmy za umístění v základní části dostaly pouze bonifikační body). Poslední tým skupiny o udržení sestoupil do 2. ČNHL.

## Základní část
| Poř. | Tým                         | Z  | V  | R | P  | VG  | OG  | B  |
| ---- | --------------------------- | -- | -- | - | -- | --- | --- | -- |
| 1.   | TJ DS Olomouc               | 34 | 24 | 4 | 6  | 174 | 86  | 52 |
| 2.   | TJ Zetor Brno               | 34 | 19 | 6 | 9  | 146 | 90  | 44 |
| 3.   | TJ Šumavan Vimperk          | 34 | 18 | 7 | 9  | 114 | 115 | 43 |
| 4.   | TJ TŽ VŘSR Třinec           | 34 | 17 | 7 | 10 | 125 | 110 | 41 |
| 5.   | ASD Dukla Jihlava B         | 34 | 18 | 4 | 12 | 173 | 113 | 40 |
| 6.   | TJ Slezan STS Opava         | 34 | 14 | 7 | 13 | 111 | 110 | 35 |
| 7.   | VTJ Písek                   | 34 | 15 | 5 | 14 | 123 | 122 | 35 |
| 8.   | TJ Autoškoda Mladá Boleslav | 34 | 13 | 5 | 16 | 131 | 141 | 31 |
| 9.   | TJ Slavia IPS Praha         | 34 | 12 | 5 | 17 | 107 | 108 | 29 |
| 10.  | TJ Stadion Hradec Králové   | 34 | 11 | 6 | 17 | 105 | 125 | 28 |
| 11.  | TJ Lokomotiva Ingstav Brno  | 34 | 11 | 3 | 20 | 106 | 146 | 25 |
| 12.  | VTJ Litoměřice              | 34 | 2  | 1 | 31 | 86  | 235 | 5  |

## Play off

### Čtvrtfinále
- TJ DS Olomouc - TJ Autoškoda Mladá Boleslav 2:1 (1:3, 5:1,6:1)
- TJ Zetor Brno - VTJ Písek 2:0 (10:0, 6:1)
- TJ Šumavan Vimperk - TJ Slezan STS Opava 2:0 (6:1, 3:2)
- TJ TŽ VŘSR Třinec - ASD Dukla Jihlava B 2:1 (7:5, 2:5, 10:3)

### Semifinále
- TJ DS Olomouc - TJ TŽ VŘSR Třinec 2:0 (4:2, 2:1)
- TJ Zetor Brno - TJ Šumavan Vimperk 2:0 (3:1, 5:4 PP)

### O 3. místo
- TJ Šumavan Vimperk - TJ TŽ VŘSR Třinec 2:1 (3:2, 2:4, 4:1)

### Finále
Nehrálo se. Vítěze určily výsledky ze vzájemných soubojů TJ Zetor Brno - TJ DS Olomouc v prolínací soutěži o nejvyšší soutěž.

## Skupina o 5. až 8. místo
| Poř. | Tým                         | Z | V | R | P | VG | OG | B |
| ---- | --------------------------- | - | - | - | - | -- | -- | - |
| 1.   | ASD Dukla Jihlava B         | 6 | 4 | 0 | 2 | 31 | 25 | 8 |
| 2.   | TJ Slezan STS Opava         | 6 | 3 | 0 | 3 | 23 | 21 | 6 |
| 3.   | TJ Autoškoda Mladá Boleslav | 6 | 3 | 0 | 3 | 24 | 31 | 6 |
| 4.   | VTJ Písek                   | 6 | 2 | 0 | 4 | 29 | 30 | 4 |

## Skupina o udržení
| Poř. | Tým                        | Z  | V | R | P  | VG | OG | B  |
| ---- | -------------------------- | -- | - | - | -- | -- | -- | -- |
| 1.   | TJ Stadion Hradec Králové  | 12 | 7 | 3 | 2  | 71 | 43 | 19 |
| 2.   | TJ Lokomotiva Ingstav Brno | 12 | 6 | 3 | 3  | 54 | 40 | 16 |
| 3.   | TJ Slavia IPS Praha        | 12 | 6 | 1 | 5  | 61 | 58 | 16 |
| 4.   | VTJ Litoměřice             | 12 | 1 | 1 | 10 | 29 | 74 | 3  |

Bodová bonifikace za umístěni v základní části: Slavia Praha 3 body, Hradec Králové 2, Ingstav Brno 1, Litoměřice 0.
VTJ Litoměřice sestoupily do 2. ČNHL. Z 2. ČNHL postoupily celkem 2 týmy vzhledem k postupu Zetoru Brno do vyšší soutěže.